# Ancema ctesia
Ancema ctesia е вид пеперуда от семейство Синевки (Lycaenidae). Видът е незастрашен от изчезване.

## Разпространение
Разпространен е в Бангладеш, Виетнам, Индия, Камбоджа, Китай, Лаос, Малайзия (Западна Малайзия), Мианмар, Провинции в КНР, Тайван и Тайланд.